# Gustavo Cabrera
Gustavo Adolfo Cabrera Marroquín (Città del Guatemala, 13 dicembre 1979) è un ex calciatore guatemalteco, di ruolo difensore.

## Carriera

### Club
Dal 1995 al 2004 gioca per il Comunicaciones; nel 2004 passa al Real Salt Lake, nella Major League Soccer statunitense, dove gioca però solo quattro partite. Tornato nel Comunicaciones, ci resta fino al 2008, anno nel quale approda per la prima volta in Europa, all'Aarhus

### Nazionale
Con la nazionale di calcio guatemalteca ha giocato 80 partite, segnando 3 gol e partecipando alla CONCACAF Gold Cup 2007.

## Sospensione per calcio-scommesse
In data 12 settembre 2012 Cabrera, insieme ai giocatori Guillermo Ramírez e Yony Flores, furono sospesi a vita da ogni attività calcistica dalla Federazione guatemalteca  (Fedeguate). I tre giocatori furono sospesi perché rei di aver truccato partite della propria Nazionale, che includevano amichevoli che il Guatemala giocò contro la Costa Rica nell'Estadio Nacional, il passato 25 maggio (sconfitta per 3-2), ed in Città del Guatemala il 1º giugno (vittoria 1-0), come una terza con il Venezuela.
L'agenzia EFE indicò che il presidente della federazione guatemalteca, Bryan Jiménez, disse ai giornalisti guatemaltechi che l'Organismo Disciplinare della massima autorità del calcio di quel paese decise di "inabilitare" a vita i tre giocatori.
A fine ottobre i tre sono stati radiati dalla FIFA.